# 基督一志论
基督一志論（英語： 或 ）是公元7世纪時的基督教教派，主張基督只有一意志。這一說法在公元629年正式出現於亞美尼亞和敍利亞。
公元七世紀初拜占庭皇帝希拉克略，因為波斯軍隊入侵，為了爭取基督一性派的支持，共同抵抗外侵，而採取和解態度。但是觸發了基督是一個意志或二個意志的辯論，皇帝授權君士坦丁堡大主教士求（Sergious），進行和解的工作。採用僞亞略巴古的丟尼修的「屬神人的精力」一詞，承認基督有神人二性，但其活動是「屬神人的精力」所主宰，士求是正統派的代表，他的解釋化解了正統派和基督一性派的對立。但在公元634年耶路撒冷牧首索夫羅紐興起一股反對此說的勢力。羅馬教宗何挪流得到士求的報告，知道此事了解皇帝為使教會合一的努力，就駁斥索夫羅紐的立場。但教宗認為一個精力說缺乏聖經根據，順便提到基督有一個意志，所謂基督一志說開始出現。皇帝希拉克略在638年頒布了士求所著述的《續論》（Ekthesis）確定基督只有一個意志。但繼任的教宗若望四世於640年，下諭斥責基督一志說為異端，引起東方皇帝和西方教宗一段神學鬥爭。於680年舉行的第三次君士坦丁堡會議中，對基督一志論派加以譴責。